# Light contact
Light contact es una modalidad del kick boxing, ya sea el occidental (full contact) o el oriental.
Se trata básicamente de, tal y como lo dice su nombre, peleas de contacto leve, ya que se usan protecciones en cabeza y piernas para disminuir el daño.
Se realiza en tatami o ring.
El ganador se rige por los puntos sumados a lo largo del combate, variando de 1 a 3 puntos dependiendo de la técnica efectuada. También se puede penalizar a un luchador por incumplir alguna regla, ya sea con puntos o pudiendo llegar a perder el combate al instante.

## Equipación
- Tibiales (protege el empeine así también como la canilla o tobillo)
- Protector inguinal (protege la zona pélvica).
- Guantes o guantines (las onzas varían según categoría y federación).
- Pechera (protege de los golpes al pecho, costillas y esternón).
- Cabezal (protege la cabeza de los golpes).
- Bucal (protector de dentadura).
- Vendas.
- Pantalones largos o pantalones cortos con calza

## Reglamentación
Las reglas pueden variar según la federación, pero en general son las siguientes:
- Manos: se permiten todos los golpes de boxeo (menos el giro con puño) Se puede pegar los puños en el pecho y dorso del cuerpo,(prohibido en la espalda), así como en la cara y en los laterales de la cabeza. Nunca en la parte superior de esta ni en la nuca.
- Piernas: se permiten todo tipo de patadas (circulares, laterales, Frontales, giros, etc.) desde la cintura hasta la cabeza, menos en las zonas anteriormente mencionadas prohibidas para los puños.

En cuanto a la fuerza, no está permitido efectuar golpes con el 100% de la fuerza. 
El KO intencionado no está permitido.
Un combate menor, constará de 2 o 3 asaltos y con una duración de 2 minutos máximo.
El área de competición será de superficie lisa, preferentemente tatami a fin de amortiguar las posibles caídas de los competidores, debe tener una medida exacta de 6 X 6 metros y estará perfectamente señalizada con el fin de que los contendientes se mantengan dentro de esa área. La zona de combate debe tener una superficie mínima de 36 m², pero no debe superar los 49 m².

### Barridos
Todos los barridos deben ser pie a pie y no por encima del tobillo. Para que se puntúe un barrido, éste debe provocar o una caída o un traspié que lleve al combatiente a tocar el suelo con cualquier parte de su cuerpo aparte de las suelas de los pies. Incluso el menor contacto con el suelo, implicará que el barrido se considere válido. 

### Indumentaria obligatoria de los competidores
Los competidores deberán llevar un equipo apropiado y limpio. Las uñas de los pies deberán estar limpias y cortadas. Tendrán que llevar puesta una camiseta limpia que asegure que la mitad superior del brazo esté cubierta por la manga. Se permite el uso de un Gi tradicional o un pantalón de KICK BOXING. Se permite llevar los nombres de los patrocinadores y eslóganes siempre que sean de buen gusto y no ofendan a nadie. Se debe llevar pantalones de artes marciales. Los pantalones deben cubrir el velcro con el que se abrochan las botas y tener una longitud adecuada. No puede haber cremalleras, bolsillos o botones en los pantalones. Los pantalones de chándal no están permitidos. Se permite llevar vendaje en las manos; 2’5m como máximo. Se pueden utilizar las cintas; su uso se recomienda por parte de FIDAM por cuestiones de seguridad. El árbitro puede considerarlo inapropiado si se utiliza demasiado. El pelo largo se debe recoger. Ningún competidor podrá llevar objetos metálicos o de plástico consigo, incluyendo pendientes, gafas, relojes, horquillas, cadenas, anillos, perforaciones corporales, etc. Se permite el uso de lentillas bajo la responsabilidad del competidor.
- Datos: Q3238447